# Sondermühlen (Melle)
Sondermühlen ist ein Ortsteil der Stadt Melle im Landkreis Osnabrück in Niedersachsen. Der Ort bildete bis 1970 eine Gemeinde im damaligen Landkreis Melle. Die Gemeinde Sondermühlen hieß bis 1962 Handarpe (Kirchspiel Sondermühlen). Sondermühlen gehört heute zum Meller Stadtteil Melle-Mitte.

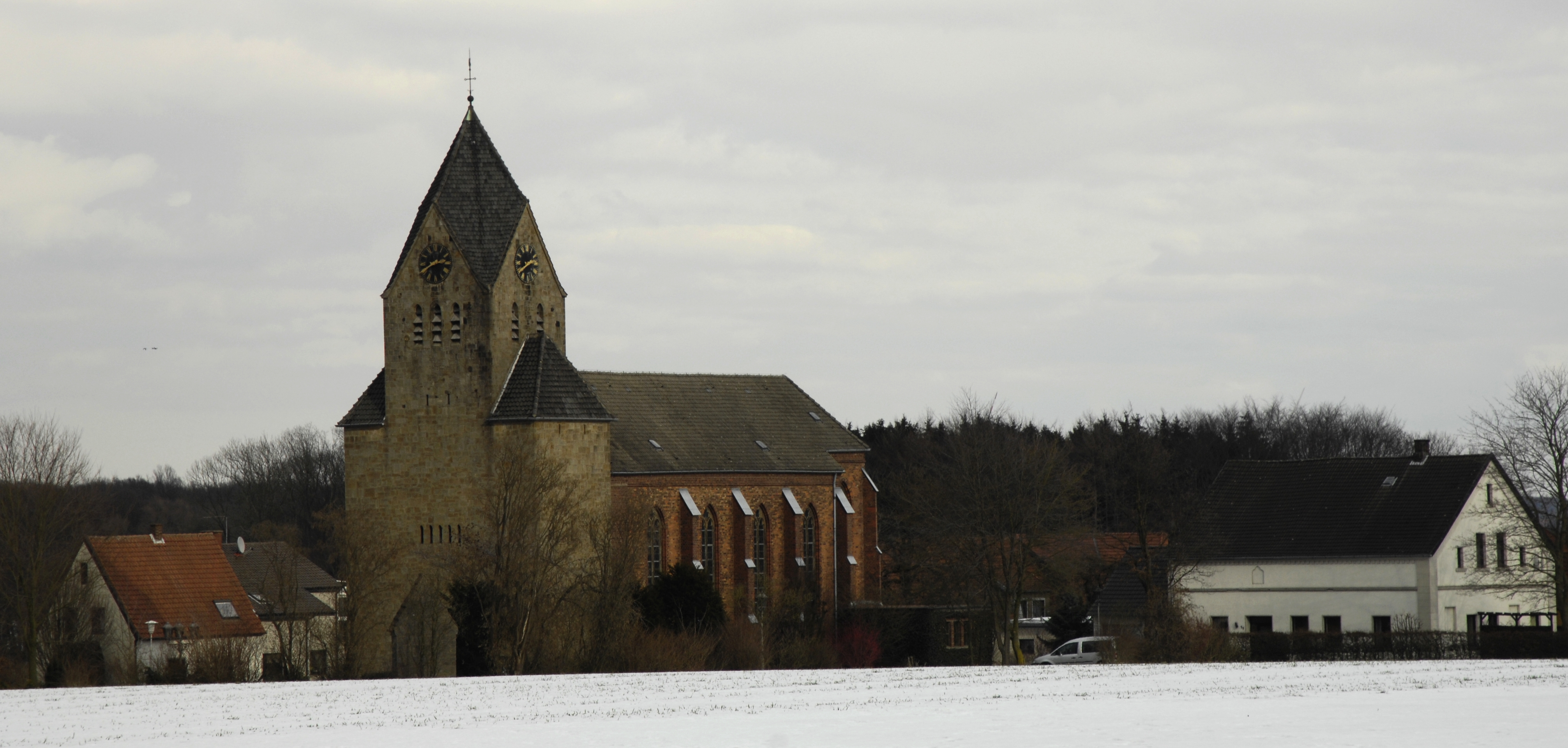
Kirche St. Marien

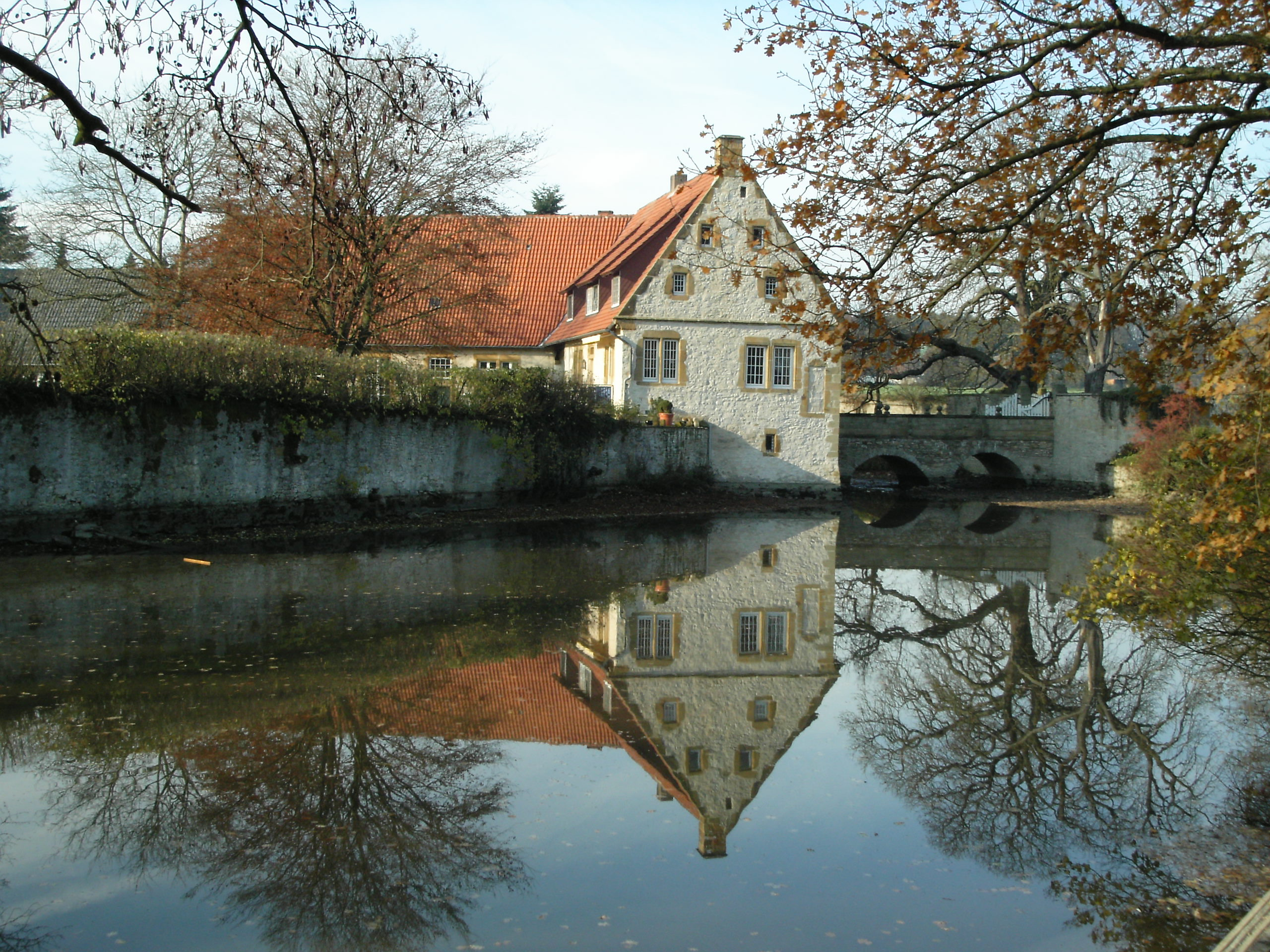
Gut Sondermühlen

## Geographie
Der Ortsteil Sondermühlen liegt etwa drei Kilometer südlich der Meller Kernstadt. Rund um die  Kirche St. Marien hat sich im 20. Jahrhundert eine kleine Siedlung gebildet, die als Ortskern angesehen werden kann. Im nördlichen Teil des Ortsteils liegt das Waldgebiet Sondermühler Holz. Die südöstliche Grenze des Ortsteils wird durch den Violenbach gebildet, an dem auch das Gut Sondermühlen liegt.

## Geschichte
Die Bauerschaft Handarpe im Kirchspiel Melle gehörte bis zu den Napoleonischen Kriegen zum Amt Grönenberg des Hochstifts Osnabrück. Von 1807 bis 1810 gehörte Handarpe zum Kanton Melle des napoleonischen Satellitenstaats Königreich Westphalen. Von 1811 bis 1813 gehörte der Ort unmittelbar zu Frankreich und dort zur Mairie Melle im Arrondissement Osnabrück des Departements der Oberen Ems. 1814 kam Handarpe zum Königreich Hannover und bildete dort eine Gemeinde im Amt Grönenberg. 1867 fiel Handarpe mit dem gesamten Königreich Hannover an Preußen und seit 1885 gehörte die Gemeinde zum Landkreis Melle. Innerhalb des Landkreises Melle gehörte die Gemeinde zur Samtgemeinde Melle. Zur Unterscheidung von einer zweiten Gemeinde Handarpe im Landkreis Melle erhielt die Gemeinde den Namen Handarpe (Kirchspiel Melle), während die andere Gemeinde den Namen Handarpe (Kirchspiel Wellingholzhausen) trug. Nachdem im Sondermühlen eine eigene Kirche für die südlich der Meller Kernstadt gelegenen Bauerschaften errichtet worden war, erhielt die Gemeinde Handarpe (Kirchspiel Melle) im 20. Jahrhundert den Namen Handarpe (Kirchspiel Sondermühlen).
Am 13. September 1962 wurde die Gemeinde Handarpe (Kirchspiel Sondermühlen) in Sondermühlen umbenannt. Am 1. Januar 1970 wurde Sondermühlen in der ersten Phase der Gebietsreform in Niedersachsen in die Stadt Melle eingegliedert.

## Einwohnerentwicklung
| Jahr | Einwohner | Quelle |
| ---- | --------- | ------ |
| 1845 | 243       | [ 3 ]  |
| 1871 | 266       | [ 4 ]  |
| 1910 | 198       | [ 5 ]  |
| 1939 | 199       | [ 6 ]  |
| 1950 | 357       | [ 7 ]  |
| 1961 | 291       | [ 7 ]  |

## Baudenkmale
In Sondermühlen ist die Kirche St. Marien denkmalgeschützt. Im Bereich des Guts Sondermühlen stehen außerdem mehrere Hofgebäude, eine Doppelwassermühle, die Graft, die Gartenareale des Guts sowie die Graf-Stolberg-Allee unter Denkmalschutz.

## Vereine
Ein Verein in Sondermühlen ist der Männergesangverein Cäcilia Sondermühlen.